# Complesso di conservazione dell'Amazzonia centrale
Il Complesso di conservazione dell'Amazzonia centrale è un sito di quasi 6 milioni di ettari in Brasile iscritto nella Lista dei patrimoni dell'umanità dell'UNESCO nel 2000 ed ampliato nel 2003. È la più grande area protetta del bacino amazzonico e una delle regioni più ricche della Terra dal punto di vista della biodiversità.

## Descrizione
Il Parco nazionale Jau è stato iscritto dall'UNESCO come Patrimonio dell'umanità nel 2000. È diventato parte del Corridoio Ecologico Centrale dell'Amazzonia, istituito nel 2002. Nel 2003 il sito è stato ampliato con l'aggiunta del Parco nazionale di Anavilhanas, della Riserva per lo sviluppo sostenibile di Amanã e della Riserva per lo sviluppo sostenibile di Mamirauá per formare il Complesso di conservazione dell'Amazzonia centrale, un più esteso Patrimonio dell'umanità. Il parco è entrato a far parte del Mosaico del Basso Rio Negro, creato nel 2010. L'unità di conservazione è supportata dal Programma delle aree protette della regione amazzonica.

## Ecosistema
Ci sono foreste di varzea e igapó, laghi, ruscelli in cui vive la più grande diversità di pesci elettrici del mondo. Il sito ospita anche specie in via di estinzione come l'arapaima gigante, il lamantino amazzonico, il caimano nero e due specie di delfini d'acqua dolce. Vi si possono osservare tappeti mobili di vegetazione fluviale in evoluzione con un numero considerevole di specie endemiche. Il sito è inoltre considerato una delle 200 ecoregioni prioritarie del WWF (World Wildlife Fund) per la tutela dell'ambiente e lo sviluppo sostenibile.